# Cavi Borges
Carlos Vinicius Borges (Rio de Janeiro, 12 de novembro de 1975), conhecido como Cavi Borges, é um cineasta, produtor e ex-judoca brasileiro. Com uma vasta filmografia, tendo dirigido quatorze longa-metragens e mais de quarenta curtas, além de ter produzido mais de cento e cinquenta filmes, é considerado um dos principais produtores do cinema brasileiro independente contemporâneo.
Seus filmes foram exibidos e premiados em alguns dos mais importantes festivais de cinema do Brasil e do mundo, como o Festival de Cannes, Festival do Rio, Festival de Gramado, Mostra de Cinema de Tiradentes e outros.
Também foi fundador da locadora, produtora e distribuidora Cavídeo.

## Carreira
Cavi Borges atuou como atleta de judô profissional até o ano 2000. Em 1996, teve um acidente e por conta disso, não conseguiu participar da Olimpíada de Atlanta, nos Estados Unidos. Em 2000, teve um rompimento dos ligamentos do joelho e assim, mais uma vez perdeu os jogos olímpicos em Sydney, na Austrália.
Ao se aposentar como atleta, Borges abriu uma locadora de vídeo chamada Cavídeo, no Rio de Janeiro. A locadora se tornou referência no Rio de Janeiro na época, por conta de seu acervo de filmes até então cults e raros, com títulos de diretores como Bergman e Truffaut, entre outros. Além da locação de filmes, a Cavídeo gradualmente passou a também organizar eventos como mostras, encontros, lançamentos de DVDs e livros, festas e, em 2009, passou a atuar também como produtora de filmes.
Formado em Cinema e Audiovisual na Universidade Estácio de Sá, Borges passou a atuar como produtor e diretor de cinema. Desde o início dos anos 2000, Borges atuou como diretor e produtor em centenas de filmes independentes. Como diretor, realizou filmes de destaque como o documentário Cidade de Deus - 10 Anos Depois, Vida de Balconista e outros. Seus filmes foram exibidos em alguns dos mais importantes festivais de cinema do mundo, incluindo o Festival de Cannes, na mostra Semaine de la Critique, com o curta-metragem A Distração de Ivan. Como produtor, trabalhou ao lado de realizadores como Felipe Bragança, Luiz Rosemberg Filho, Sérgio Ricardo, Luiz Carlos Lacerda, Sabrina Fidalgo e outros.